# Rodan (film)
Rodan (Japanse titel: Sora no Daikaijū Radon/空の大怪獣 ラドン. "Rodan het gigantische luchtmonster"), is een Japanse kaijufilm uit 1956, geproduceerd door Toho Studios. De regie werd verzorgd door Ishirō Honda.
Het was de eerste Kaijufilm in kleur. De film introduceerd het monster Rodan, die vooral bekend is van bijrollen uit de Godzillafilms.

## Verhaal
Rodan volgt ongeveer dezelfde verhaallijn zoals veel van de eerste Kaijufilms. Een prehistorisch monster ontwaakt door toedoen van de mens in het heden. In deze film gebeurt dit door een groep mijnwerkers, die bij hun werk een aantal kolossale insecten vinden.
De insecten doden enkele van de mijnwerkers, waarna de overheid een onderzoek instelt. Het blijkt dat de insecten slechts het voedsel zijn van twee nog veel grotere monsters. Deze monsters, die al snel de naam Rodans krijgen, lijken qua uiterlijk sterk op pteranodons maar zijn veel groter en sterker.
In de rest van de film terroriseren de Rodans de omgeving van hun nest, en vernielen hierbij enkele steden. Uiteindelijk bombardeert het leger het nest van de Rodans, dat zich in Mount Aso bevindt. Hierdoor valt een van de Rodan in de vulkaankrater, en sterft blijkbaar aan de gevolgen. De andere Rodan duikt erachteraan, en hem overkomt hetzelfde lot.

## Rolverdeling
| Acteur           | Personage                           |
| ---------------- | ----------------------------------- |
| Kenji Sahara     | Shigeru Kawamura, colliery engineer |
| Yumi Shirakawa   | Kiyo, Shigeru's lover               |
| Akihiko Hirata   | Professor KYUichiro Kashiwagi       |
| Akio Kobori      | Police Chief Nishimura              |
| Yasuko Nakata    | Female Honeymooner                  |
| Minosuke Yamada  | Colliery Chief Osaki                |
| Yoshifumi Tajima | Izeki, reporter of Seibu Nippou     |
| Kiyoharu Onaka   | Male Honeymooner, Sunagawa's friend |

## Achtergrond
De film staat bij fans vooral bekend om zijn actiescènes, die vergeleken met andere monsterfilms uit die tijd overtuigend gefilmd zijn. De film werd gemaakt in de begindagen van de Kaijufilms, toen deze films nog bedoeld waren als serieuze horrorfilms. Dat is ook terug te zien aan de ondertoon van Rodan.
In de originele Japanse versie van de film heet het monster "Radon", een samentrekking van "pteranodon". De naamsverandering naar Rodan werd toegepast toen de film ook buiten Japan werd uitgebracht. Dit was vermoedelijk om verwarring met het element Radon te voorkomen.
De film werd ook in de Verenigde Staten uitgebracht. Het was de eerste Japanse film die met groots vertoon in Amerikaanse bioscopen werd vertoond. In het openingsweekend bracht de film in Amerika tussen de $450.000 en $500.000 op. George Takei, beter bekend als Lt. Hikaru Sulu uit de originele Star Trek-serie, was een van de acteurs die meewerkte aan de Engelse nasynchronisatie.
In 2002 werd de Amerikaanse versie van Rodan uitgebracht op DVD, als onderdeel van een 5 dvd’s tellend pakket. De andere films in dit pakket waren Godzilla, Mothra vs. Godzilla, All Monsters Attack, & Terror of Mechagodzilla. Er zijn tevens plannen om de Japanse versie van de film op dvd uit te brengen in 2008.

## Trivia
- In veel van de posters en andere promotiemiddelen ziet Rodan er anders uit dan in de film.
- De enorme insecten in de film werden later hergebruikt in Godzilla vs. Megaguirus.